# Viljamo
Viljamo är en sjö i kommunen Heinävesi i landskapet Södra Savolax i Finland. Sjön ligger 114,8 meter över havet. Arean är 53 hektar och strandlinjen är 4,91 kilometer lång. Sjön  ingår i Vuoksens huvudavrinningsområde.   Den ligger omkring 96 kilometer nordöst om S:t Michel och omkring 310 kilometer nordöst om Helsingfors. 